# Kusgaon Budruk
Kusgaon Budruk es una  ciudad censal situada en el distrito de Pune en el estado de Maharashtra (India). Su población es de 15612 habitantes (2011). Se encuentra a 60 km de Pune.

## Demografía
Según el censo de 2011 la población de Kusgaon Budruk era de 15612 habitantes, de los cuales 8909 eran hombres y 6703 eran mujeres. Kusgaon Budruk tiene una tasa media de alfabetización del 88,36%, superior a la media estatal del 82,34%: la alfabetización masculina es del 90,80%, y la alfabetización femenina del 80,66%.